# 仁木民部少輔
仁木 民部少輔（にき みんぶのしょうゆう、実名不詳、生没年不詳）は、戦国時代の武将。政長の子か。兄に伊賀守護の仁木刑部大輔。伊賀仁木氏。通称、民部少輔、七郎。御供衆。

## 概略
伊賀守護である政長の息子と推測されている。『後法成寺関白記』に現れてくる仁木七郎と同日人物と見られており、享禄元年（1528年）から享禄4年（1531年）の間に民部少輔を名乗る。
大永4年（1524年）に狭川氏攻略を目指し、古市氏らと共に山城国相楽郡の笠置寺へ打入るも、狭川氏自身の采配によって散々に破られている。
天文10年（1541年）に相伴衆となり、天文14年（1545年）には御供衆として将軍に供奉している。以降の消息は知れない。